# Jacques Testu de Belval
Jacques Testu de Belval (* 1626 in Paris; † Juni 1706 ebenda) war ein französischer Geistlicher, Autor und Mitglied der Académie française.

## Leben und Werk

### Karriere
Jacques Testu war der typische Hofabbé. Er war einer der 20 Almoseniers des Königs und Hofprediger. 1662 kam er in den Besitz der Pfründe der Abtei Belval (Abbaye de Belval au Bois-des-Dames in Belval-Bois-des-Dames) und nannte sich Abbé de Belval. 1681 wurde er noch Prior des Pariser Priorats Saint-Denis de la Chartre. Ab 1688 bezog er vom König eine Pension und wurde eine Art geheimer Mitarbeiter des Kardinals Noailles. Bekannt ist seine Freundschaft zu dem Ordensreformer Rancé.

### Der Salon-Abbé
Gleichzeitig verkehrte Testu in den literarischen Salons der Preziösen. Besondere Freundschaft verband ihn dort mit Anne Poussart de Fors de Vigean (1622–1684), die zuerst Madame d’Albret genannt wurde, weil sie mit François d’Albret verheiratet war, dann Herzogin von Richelieu, weil sie in zweiter Ehe mit Armand Jean de Vignerot du Plessis, Herzog von Richelieu, verheiratet war, ferner mit Madame Scarron, der späteren Madame de Maintenon, sowie mit Gabrielle de Rochechouart, aus dem Hause Rochechouart, genannt Madame de Fontevraud, weil sie von 1670 bis 1704 Äbtissin der Abtei Fontevraud war.

### Akademiemitglied und Autor
1665 wurde Testu in die Académie française (Sitz Nr. 15) gewählt. 1669 veröffentlichte er christliche Stanzen, die bis 1728 in sieben Auflagen erschien und zweimal erfolgreich vertont wurde. Darin brachte er in unpathetischer Form vor allem Weltverachtung zum Ausdruck. Beide Vertonungen, durch Bénigne de Bacilly (1625–1690) und Claude Oudot († 1696), widersprechen in ihrer Virtuosität und mit ihrem musikalischen Raffinement der im Text verfochtenen Weltflucht und Sittenstrenge und sind dadurch, nach dem Urteil von Thierry Favier (* 1964), Ausdruck der Zerrissenheit Testus zwischen Salonleben und mönchischer Kasteiung. Zugeschrieben werden ihm ferner Réflexions chrestiennes sur les conversations du monde (1697) und Réflexions sur les prédicateurs (1697).

## Werke (Auswahl)
- Stances chrestiennes sur divers passages de l’Escriture sainte & des pères. Paris 1669. 5. erweiterte Auflage 1703. Den Haag 1713, Basel 1728.

### Vertonungen
- Bénigne de Bacilly: Les airs spirituels de Mr. de Bacilly sur les Stances chrétiennes de M. l’Abbé Testu. 1672, 1677, 1688
- Claude Oudot: Stances chrétiennes de M. L. T. mises en musique. 1692, 1696, 1704, 1722.